# Karl Frei
Karl Frei (8 de marzo de 1917 - 18 de junio de 2011) fue un gimnasta suizo y un campeón olímpico. Compitió en los Juegos Olímpicos de Londres 1948 en Londres donde recibió una medalla de oro en anillos".